# 憂世ノ志士・憂世ノ浪士
『憂世ノ志士』（うきよのしし）および『憂世ノ浪士』（うきよのろうし）は、スパイク・チュンソフトのゲームソフト。
『憂世ノ志士』が2015年1月29日にPlayStation 3で、『憂世ノ浪士』が2月11日にPlayStation Vitaで発売された。

## 概要
幕末を舞台としたアクションアドベンチャーゲーム。
プラットフォームや発売時期が異なるが世界観や基本システムが共通し、セーブデータも共有するため実質的なバージョン分け作品である。

## 登場人物
坂本龍馬
声 - 木島隆一（男性主人公A）・徳本英一郎（男性主人公B）・斉藤壮馬（男性主人公C）・坂口候一（男性主人公D）・小市眞琴（女性主人公A）・村中知（女性主人公B）
『憂世ノ志士』の主人公。
憂世ノ浪士ではキーパーソン。伊東・山南二人の同僚を殺した宿敵にして、同じ女（お龍）を愛していた人。主人公をして「でたらめな強さ」と評される。
沖田芳次郎
声 - 木島隆一（男性主人公A）・徳本英一郎（男性主人公B）・斉藤壮馬（男性主人公C）・阪口候一（男性主人公D）・小市眞琴（女性主人公A）・村中知（女性主人公B）
『憂世ノ浪士』の主人公。
新撰組に入隊したての新米隊員。向いてないと言われるほど優しい性格をしているが、さまざまな経験を積んで新撰組の中心人物となっていく。ゲーム的には剣や槍、銃や素手で第一線で戦うキャラだが、ストーリー的には沖田総司や土方にはひよっこ扱いされ、斎藤よりやや強い程度である。
浮世絵を書くのが得意で、作中ではその出来を色々な人に褒められている。
勝海舟
声 - 竹内良太
浪士ではサブストーリーのみで登場する。容貌は坂本龍馬と酷似している（データ倹約で同じにしている説もあり）。武器は唯一銃を使う。

お龍
声 - 青木瑠璃子
浪士ではある事件の容疑者となり、それを調べている主人公と出会う。新撰組が嫌いだったのだが、絵を書くのが好きなこともあり主人公と意気投合する。実はかなりの剣の達人であり、中盤、墓前で主人公の夢の中にジャックインし仮想戦闘を仕掛けてくる。倒すと二刀流の秘剣を伝授してくれる。武器は二刀流（自動回復内蔵）
お登勢
声 - 石黒千尋
浪士では寺田屋の店長で気だるそうにしているグラマラスな女将。パンチラを観ることができる希少な登場人物。旦那がいたが死んでいる。元島原の高級遊女で桜木太夫と知り合い。人の心の声を読む読心術を会得しており、故人の旦那を心の中で侮辱した主人公に真剣勝負を挑んでくる。武器は忍刀。
沖田総司
声 - 田村睦心
浪士では主人公の上司になる。新選組一番隊長だけあって相当な剣術の達人である。よく服の前や口の周りにケチャップをつけているが、ケチャップではなく持病の肺結核による吐血である。皮肉屋で上司にもため口である。自らを最強ではなく最凶と自負している。ある条件を満たすと最終話で対戦できるが、ほとんどの攻撃・技・秘剣奥義を無効にしてしまい致死率の高い荒業を仕掛けてくるので、倒し辛さではラスボスをも凌駕する。武器は打刀。
近藤勇
声 - 梁田清之
浪士では主人公の上司になる新撰組総長。トレードマークはイカツイ仮面。公の場では取り外すことはないが、主人公に一度素顔を観られており、主人公曰く優しい素顔らしい。武弁の典型で学識の乏しい自分が新選組を統括することにコンプレックスを抱いている。終盤では主人公に対峙するが、その猛虎のような姿と切られたら痛そうなノコギリ状の二刀流を駆使して襲い掛かる姿に委縮してしまい、ラスボス以上の威圧感と有するとユーザーの間で評判である。武器は二刀流
桂小五郎
声 - 松田健一郎
長州藩士に属する素手の格闘武士。島原では桜木太夫の上客でもあった。桜木太夫の死を悼んでお悔やみ挨拶に出向く一面も持つ。尊王攘夷派で京に火をつけて倒幕策謀を池田屋で練っていたが、新選組にバレて新選組の面々にかち込まれたものの体術を駆使して逃亡する。サブストーリーで主人公と対峙する。

土方歳三
声 - 衛藤将展
浪士では主人公の上司になる新選組副長。いわばNO2。鬼の副長と言われ、自ら作った局中法度に乗っ取り違反者脱退者には冷酷な裁きを下す。ある程度の学識はあるものの伊東には及ばず、更に俳句のセンスはないが俳句好きである。俳句集を書きたいという与太話を主人公に語っている。かなりの強キャラで奥義が中々強力である。武器は打刀。
桜木太夫
声 - 佐倉薫
浪士では島原で働く最上級遊女。千葉を雇って用心棒にしている。体躯は幼女のように小さく、主人公曰く「お人形さんのように綺麗」と評しているが、その眼は色々な醜い男女の世界を観てきた様子がうかがえる。最高の遊女とはいえ、基本的に島原からは出ることができないので軟禁された奴隷と変わりない。ある条件のサブストーリーで春画にできる。
岩倉具視
声 - 高梨謙吾
浪士では自称未来が見えるという公家の美男子。実際に事件の聞き込みに来た主人公の目的を当て驚かせていた。妖しい雰囲気と艶やか女のような美貌で武とは縁遠い外観であるが、着物には"がしゃ髑髏"を模した不気味な文様が描かれており、異様な雰囲気を醸し出している。陰陽道に通じており時空変異の魔術も使うことができる。本人はめったに京の街には訪れないが（下賤の者とは関わりあいたくないとの理由）とある御餅店の御餅が好きで時々食べにくる姿が目撃されている。いわゆるラスボスに相当する存在ではあるが、世の未来を見据えた上で日本の未来を誰よりも危惧する思慮深い賢人でもある。最終戦では、主人公の武器の錬磨が疎かだと、わずかの攻撃で簡単に倒されてしまう。武器は片手刀。
斉藤一
声 - 白石恵三
浪士では主人公の先輩になる新選組三番隊隊長。最初の事件で主人公と組んで事件の調査をすることになる。猫派である。快活で　やれやれ　にゃんにゃんが口癖。めきめきと成長する主人公にいささか焦りを感じている。武器は片手刀。
山南敬助
声 - 浅科准平
浪士では新選組副総長。ダジャレが好きなようだが、主人公からは「にがじょっぱい」と酷評されている。右目は閉じているが失明している訳ではなく、平時の行動時は片目で十分との本人のこだわりのようである。槍の腕前は相当で、両目開眼状態では主人公の技量を圧倒する槍術を見せる。倒し辛さでは沖田に次ぐ難敵である。武器は剣先スコップ状の槍

伊東甲子太郎
声 - 藤波聡
浪士では主人公の後輩。剣の腕も確かだが何よりも学があり、それを請われて近藤にスカウトされる。近藤総長への進言も副長の土方を差し置いて採用されることが多く、土方も困惑気味であった。愚直で真面目過ぎる反面、男色家を匂わせる仕草言動が垣間見れる為、腐女子ご用達の立ち位置となっている。武器は打刀
徳川慶喜
声 - 江川大輔
恐れ多き江戸幕府第15代征夷大将軍その人。幕府ご用達の新選組を何かと気にかけている。特に主人公の事件解決能力を高く評価しており、主人公に京に暗躍する不正を暴いてほしいとの要望を自ら出向いて下知している。大将軍の重荷故ストレスが相当溜まるのか、ふんどし一丁と天狗の仮面をつけ、そのまんま変態そのものの御姿で京の街を徘徊し、悪を成敗するというストレス解消術を持っている。武器は忍刀

永倉新八
声 - 佐々木啓夫
浪士では主人公の先輩である大柄な体型の新選組二番隊長。仇名はガムシン。子どもが好き。本人は幼児愛好家（ペドフィリア）ではないと公言しているが、幼児のプニプニした頬や腕、そして無垢なる瞳が好きだ！！とカミングアウトしているので完全なペドフィリアである。大剣を奮うが、大剣の特性上大振りなのでわりと隙が多く、新選組最弱と言われているが、一打の威力が強力なので油断するとあっさりやられる。武器は大剣。

大浦慶
声 - 青山桐子
浪士では大浦屋の商人。金貸しも行っている。長崎を拠点に京でも商売をしている。グラバー商会とも商売をやっている。姐御肌で面倒見がよく、長崎の人々から慕われている。女将という名に相応しく筋骨隆々としたボディービルダーのような外観。武器は素手。

高杉晋作
声 - 井之上潤
長州藩士。浪士ではピストルを持っていたことで、ある事件の容疑者となる。その事件の前に主人公と仲良くなっており、主人公のことを兄弟と呼ぶ。武器は槍（トライデント状）。
陸奥宗光
声 - 土居伸之
紀州藩士。史実では後に政治家となる。浪士では大浦屋で働いている。左手に志村けんのバカ殿様に酷似した腹話術人形を標準装備している。この腹話術人形は陸奥宗光が代弁しているとは思えないほど奸智にたけた助言をする。紀州出身ということもあり梅干しが好物。武器は忍刀
千葉佐奈
声 - 七瀬亜深
桜木太夫の用心棒。浪士では金がなく、様々な場所で働いている女剣士。坂本龍馬が好き。相当な激情家で尚且つ、思い込みで突発的な行動に走りやすく、冷静さを要求する用心棒の性格としては問題がある。武器は一刀流
トーマス・B・グラバー
　声 - 手塚ヒロミチ
　武器商人グラバー商会の異邦人。グラバー商会を仕切っている。妹（男の娘）はある事件で暗殺されているが、本人は表面では意に介していない。春画が好きで主人公に春画を書くよう交渉を持ち出す。武器は連射砲（？）
武市半平太
　声 - 成田剣
　土佐藩郷士浪士。居合切りの達人で同じく剣の達人の中村半次郎を葬っている。トレードマークはメガネで、甘いものが好き。
　岡田以蔵を子分に従え、藩の争いを引き起こそうとする。武器は打刀。尚、武市がドロップする抜刀「南海太郎朝尊」は、ゲーム中５本の指に入る名刀であり、鍛えれば終盤まで通用する。江戸の深川でハンペイターなる武市そっくりの謎の剣士が現れるという噂がある。
岡田以蔵
声 - 山口和也
土佐藩郷士。浪士では武市お付きの剣士として、時には戦い時には協力することになる。顔色は常に悪く、気性は荒い。世の人は人斬り以蔵と蔑称で呼ばれ、多くの藩士から嫌われているが、武市だけは彼を大切に思っていた。武器は片手刀。甘いものが苦手。
後藤象二郎
声 - 綿貫竜之介
土佐藩士。高慢な性格でルイヴィトンや洋刀などのブランド品を所持している。目的遂行の為には手段を選ばず、たとえ非力な女であろうとも惨殺してしまう程の冷酷な設定の人物になっている。武器は片手刀。

西郷隆盛
声 - 西谷修一
薩摩藩士。浪士ではほとんどチョイ役である。武器は打撃属性のツン（もしくはツンドラ）と呼ばれる丸い重石のついたような武器を携帯する。尚、この武器は"崩し"のスキルをデフォで有している唯一の武器で攻撃されたらガードすることができない。

大久保利通
声 - 西村朋紘
薩摩藩士。一見気さくな奴に見えてとんでもない腹黒野郎。武器は大剣

中岡慎太郎
声 - 中村大樹
陸援隊士。マッチョが売りの無双の槍使い。初見、紳士な振る舞いをするものの永倉新八には邪気を見抜かれている。武器は槍

中村半次郎
声 - 江越彬紀
薩摩藩士。名剣士。主人公と一度対峙する。また会おうと約束するものの…。武器は二刀流

田中久重
声 - 鈴木清信
浪士では江戸の発明家として登場。武器強化に必要な素材などを売ってくれる。人体蘇生の能力もあり医学にもある程度通じていると思われる。この時代にあっては、完全に生まれる時代を誤ったマッドサイエンティストな翁である。パラレルワールドへ行く術を開発しており、パラレルワールドでは武神と化して主人公に襲いまくる。武器は大剣。